# سیارک ۱۱۰۸۶
سیارک ۱۱۰۸۶ (به انگلیسی: 11086 Nagatayuji، نامگذاری:1993TC1) یازده هزار و هشتاد و ششمین سیارک کشف شده‌است که در ۱۱ اکتبر ۱۹۹۳ کشف شد.
قدر مطلق سیارک برابر ۲۳.۴ است.